# Správní obvod obce s rozšířenou působností Nepomuk
Správní obvod obce s rozšířenou působností Nepomuk je od 1. ledna 2003 jedním ze čtyř správních obvodů rozšířené působnosti obcí v okrese Plzeň-jih v Plzeňském kraji. Čítá 26 obcí.
Město Nepomuk je zároveň obcí s pověřeným obecním úřadem, přičemž oba správní obvody jsou územně totožné.

## Seznam obcí
Poznámka: Města jsou vyznačena tučně, městyse kurzívou.
- Čížkov
- Čmelíny
- Hradiště
- Chlumy
- Kasejovice
- Klášter
- Kozlovice
- Kramolín
- Měcholupy
- Mileč
- Mladý Smolivec
- Mohelnice
- Nekvasovy
- Nepomuk
- Neurazy
- Nezdřev
- Oselce
- Polánka
- Prádlo
- Sedliště
- Srby
- Tojice
- Třebčice
- Vrčeň
- Žinkovy
- Životice

## Obyvatelstvo
| Rok  | Obyv.  | ± %    |
| ---- | ------ | ------ |
| 1869 | 24 649 | —      |
| 1880 | 25 750 | +4,5 % |
| 1890 | 24 211 | −6 %   |
| 1900 | 23 412 | −3,3 % |
| 1910 | 23 332 | −0,3 % |

| Rok  | Obyv.  | ± %     |
| ---- | ------ | ------- |
| 1921 | 22 858 | −2 %    |
| 1930 | 21 096 | −7,7 %  |
| 1950 | 17 128 | −18,8 % |
| 1961 | 16 511 | −3,6 %  |
| 1970 | 14 309 | −13,3 % |

| Rok  | Obyv.  | ± %     |
| ---- | ------ | ------- |
| 1980 | 13 264 | −7,3 %  |
| 1991 | 11 781 | −11,2 % |
| 2001 | 11 272 | −4,3 %  |
| 2011 | 11 475 | +1,8 %  |
| 2021 | 10 931 | −4,7 %  |